# Maribaya (Karanganyar)
Maribaya is een bestuurslaag in het regentschap Purbalingga van de provincie Midden-Java, Indonesië. Maribaya telt 3556 inwoners (volkstelling 2010).